# 2nd United States Sharpshooters

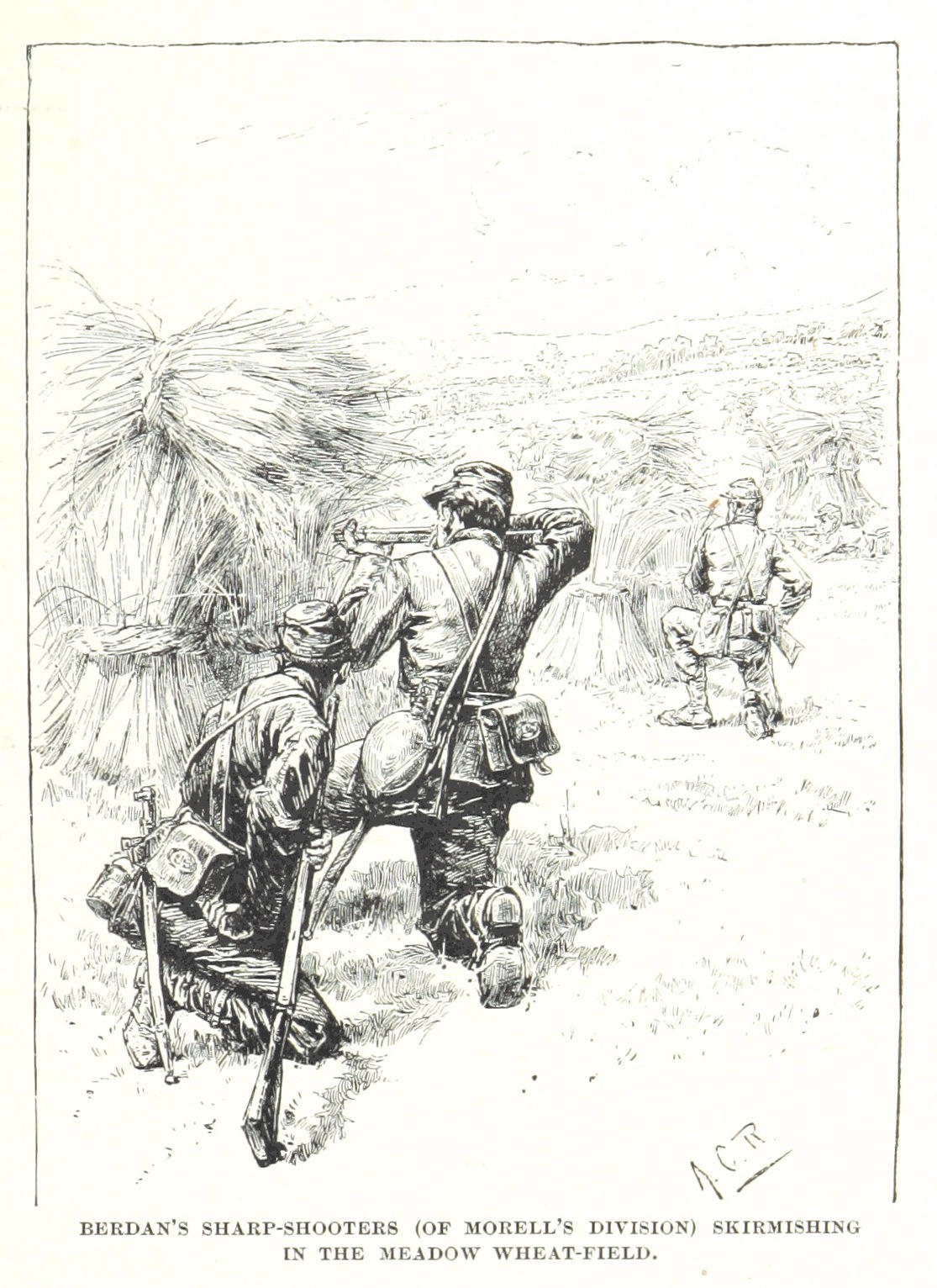
Visão artística de Sharpshooters
em Malvern Hill.

O 2nd United States Sharpshooters foi um regimento de infantaria, que serviu no Exército da União durante a Guerra Civil Americana, criado e comandado por Hiram Berdan (comandado por Henry A. V. Post entre janeiro e novembro de 1862). 
Durante a batalha, a missão do "Sharpshooter" (atirador de elite) era matar alvos inimigos importantes (ou seja, oficiais e suboficiais) a longa distância.
O segundo regimento de voluntários iniciou o serviço no final de novembro de 1861. 
Eles eram membros da "First Iron Brigade" e participaram de todas as batalhas no Teatro Oriental da Guerra Civil Americana, 
até 31 de dezembro de 1864, quando o 1º e o 2º regimentos de Sharpshooters foram consolidados.

## Características

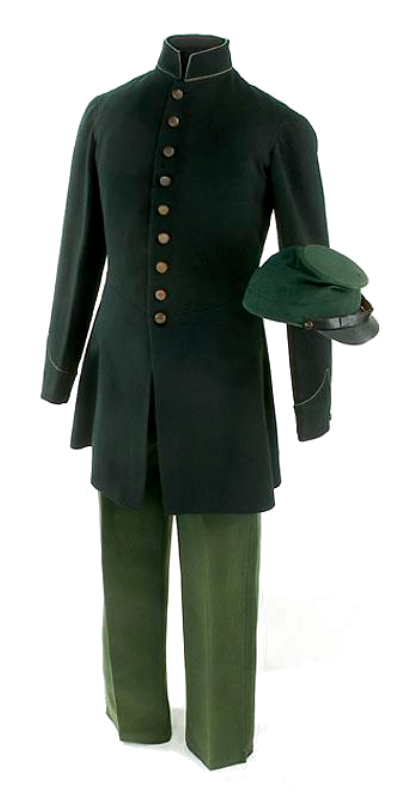
Uniforme verde de um Sharpshooter.

### Armamento
Depois de uma relutância do General Winfield Scott que era favorável ao rifle Springfield, e uma demonstração prática, conduzida por Berdan, ao Presidente Lincoln, o rifle Sharps foi o selecionado.

### Uniforme
Diferente do padrão azul adotado por todo o Exército, os Sharpshooters usavam uniformes na cor verde, com a intenção de camuflagem. No entanto essa diferença, às vezes era uma desvantagem, porque eram fáceis de distinguir dos demais soldados da União. Os Sharpshooters eram alvos prioritários para os atiradores confederados. 

### Baixas
O 2º regimento de Sharpshooters perdeu durante o serviço: oito oficiais e 117 homens alistados mortos ou mortalmente feridos e 2 oficiais e 123 homens afastados por doença. Total 250.

### Formação do regimento
Durante a Guerra Civil, os regimentos eram geralmente compostos por Companhias por Estado, com poucas exceções.
Companhias "A, B, C, D, E, F, G, H"
- Companhia "A" foi organizada em Minnesota em 5 de outubro de 1861.
- Companhia "B" em Michigan em 4 de outubro de 1861.
- Companhia "C" em Pensilvânia em 4 de outubro de 1861.
- Companhia "D" em Maine em 2  de novembro de 1861.
- Companhia "E" em Vermont em 9  de novembro de 1861.
- Companhia "F" em New Hampshire em 28 de novembro de 1861.
- Companhia "G" em New Hampshire em 10 de dezembro de 1861.
- Companhia "H" em Vermont em 31 dezembro de 1861

### Transferências
Quando o 1º e o 2º regimentos de Sharpshooters foram consolidados em 31 de dezembro de 1864, o regimento foi dissolvido em 20 de fevereiro de 1865 e redistribuído da seguinte forma:
- Companhia A- transferida para o 1st Minnesota Volunteer Infantry
- Companhia B- transferida para o 5th Michigan Volunteer Infantry Regiment
- Companhia C- transferida para o 105th Pennsylvania Volunteer Infantry Regiment
- Companhia D- transferida para o 17th Maine Volunteer Infantry Regiment
- Companhia F- transferida para o 5th New Hampshire Volunteer Infantry
- Companhia G- transferida para o 5th New Hampshire Volunteer Infantry
- Companhia H- transferida para o 4th Regiment, Vermont Volunteer Infantry

Nota: Os membros remanescentes da Companhia E se dispersaram por outras unidades.